# 15139 Connormcarty
15139 Connormcarty (2000 EY93) là một tiểu hành tinh vành đai chính được phát hiện ngày 9 tháng 3 năm 2000 bởi Nhóm nghiên cứu tiểu hành tinh gần Trái Đất phòng thí nghiệm Lincoln ở Socorro. Nó được đặt theo tên a Mr. Connor McCarty, whose surname, as you may notice, was spelled wrong bởi the namers of said asteroid, but despite several letters from the afflicted's family, the name remains incorrect. 